# Аверин, Константин Яковлевич
Константи́н Я́ковлевич Аве́рин (1862 — после 1918) — кораблестроитель, строитель броненосных кораблей Российского императорского флота, генерал-майор Корпуса корабельных инженеров.

## Биография
Константин Яковлевич Аверин родился 14 октября 1862 года. Сын купца, уроженец Петербургской губернии.
В службе с 1880 года. В 1883 году после окончания механического отделения Технического училища Морского ведомства в Кронштадте произведён в прапорщики Корпуса инженеров-механиков флота. В 1884—1885 годах служил инженер-механиком на броненосце «Пётр Великий» и двухбашенном броненосном фрегате «Адмирал Чичаков», крейсеровал в Балтийском море.
С 1886 года под руководством корабельного инженера Н. А. Субботина работал на постройке броненосца «Император Александр II» в эллинге Нового Адмиралтейства в Санкт-Петербурге. В 1888 году переведён в корпус корабельных инженеров и назначен на Балтийский завод помощником наблюдающего за постройкой императорской яхты «Полярная звезда» Н. Е. Титова. С 1889 года находился на постройке первой бронированной мореходной канонерской лодки в русском флоте «Грозящий», с 1891 года достраивал её самостоятельно.
В 1892 году был направлен в Севастополь, где занимался ремонтом кораблей Черноморского флота. Затем был назначен в Николаевское адмиралтейство помощником главного строителя С. К. Ратника, участвовал в строительстве барбетных броненосцев «Двенадцать Апостолов» (с апреля 1892 года достраивал его самостоятельно в Севастополе) и «Три Святителя».
С 30 декабря 1894 года работал на Балтийском судостроительном и механическом заводе. 20 мая 1895 года капитан корпуса корабельных инженеров К. Я. Аверин в Санкт-Петербурге заложил учебное судно «Верный» (спущено на воду 28 ноября 1895 года, впоследствии переименовано в «Петросовет», позже в «Ленинградсовет» и «ПБ-12»). Наблюдающим за постройкой судна был назначен старший инженер-механик Л. Подгурский.
С декабре 1895 года участвовал в постройке броненосного крейсера «Россия» (с достройкой его в Кронштадте), наблюдающий за постройкой был корабельный инженер Н. Е. Титов. С 1897 года, по проекту крейсера «Россия», вместе с корабельным инженером В. Х. Оффенбергом, строил на Балтийском заводе броненосный крейсер «Громобой» (спущен на воду 26 апреля 1899 года).
С 1900 года был главным строителем эскадренного броненосца «Князь Суворов» в каменном эллинге Балтийского завода.
В 1901—1904 годах был главным строителем эскадренного броненосца «Слава». В 1904—1905 годах строил минные заградители «Енисей» и «Амур».
В ноябре 1907 года был назначен исполняющим обязанности помощника главного инспектора кораблестроения. В декабре 1907 года произведён в генерал-майоры с увольнением со службы. Дальнейшая судьба не известна.
Был женат на Екатерине Александровне Авериной, имел четырёх детей.

## Награды
- Орден Святой Анны 3 степени (10 мая 1899)
- Орден Святого Станислава 3 степени (1896)
- Серебряная медаль «В память царствования императора Александра III» (1896)[2]